# Plongeon de haut vol aux championnats du monde de natation 2024
Navigation
Fukuoka 2022 Singapour 2025
Les épreuves de plongeon de haut vol aux championnats du monde de natation 2024 ont lieu du 13 au 15 février 2024 à Doha au Qatar.
Les hommes plongent d'une plateforme située à 27 mètres de hauteur ; les femmes plongent à 20 mètres.

## Programme
Tous les horaires correspondent à l'UTC+03:00.
- Finales

| Date       | Heure | Épreuve                          |
| ---------- | ----- | -------------------------------- |
| 13 février | 11h00 | Épreuve féminine (tours 1 et 2)  |
| 13 février | 14h00 | Épreuve masculine (tours 1 et 2) |
| 14 février | 11h00 | Épreuve féminine (tours 3 et 4)  |
| 15 février | 11h00 | Épreuve masculine (tours 3 et 4) |

## Podiums
| Épreuves | Or               | Argent        | Bronze           |
| -------- | ---------------- | ------------- | ---------------- |
| Hommes   | Aidan Heslop     | Gary Hunt     | Cătălin Preda    |
| Femmes   | Rhiannan Iffland | Molly Carlson | Jessica Macaulay |

## Tableau des médailles
- Pays organisateur (Qatar)

| Rang  | Nation      | Or | Argent | Bronze | Total |
| ----- | ----------- | -- | ------ | ------ | ----- |
| 1     | Australie   | 1  | 0      | 0      | 1     |
| 1     | Royaume-Uni | 1  | 0      | 0      | 1     |
| 3     | Canada      | 0  | 1      | 1      | 2     |
| 4     | France      | 0  | 1      | 0      | 1     |
| 5     | Roumanie    | 0  | 0      | 1      | 1     |
| Total | Total       | 12 | 2      | 2      | 6     |

## Résultats détaillés
| Rang               | Plongeur             | Pays             | Manche 1 | Manche 2 | Manche 3 | Manche 4 | Total   |
| ------------------ | -------------------- | ---------------- | -------- | -------- | -------- | -------- | ------- |
| Médaille d'or      | Aidan Heslop         | Royaume-Uni      | 71.40    | 115.05   | 84.60    | 151.90   | 422.95  |
| Médaille d'argent  | Gary Hunt            | France           | 75.60    | 129.85   | 88.20    | 119.60   | 413.25  |
| Médaille de bronze | Cătălin Preda        | Roumanie         | 77.00    | 103.70   | 91.80    | 137.70   | 410.20  |
| 4                  | James Lichtenstein   | États-Unis       | 58.80    | 120.40   | 70.20    | 127.20   | 376.60  |
| 5                  | Yolotl Martínez      | Mexique          | 71.40    | 106.60   | 82.80    | 102.50   | 363.30  |
| 6                  | Sergio Guzmán        | Mexique          | 67.20    | 103.20   | 90.00    | 96.75    | 357.15  |
| 7                  | Carlos Gimeno        | Espagne          | 71.40    | 103.60   | 84.60    | 95.40    | 355.00  |
| 8                  | Constantin Popovici  | Roumanie         | 54.60    | 113.10   | 91.80    | 81.00    | 340.50  |
| 9                  | Andrea Barnaba       | Italie           | 64.40    | 98.40    | 86.40    | 75.85    | 325.05  |
| 10                 | Oleksiy Pryhorov     | Ukraine          | 54.60    | 112.20   | 90.00    | 62.10    | 318.90  |
| 11                 | Miguel García Celis  | Colombie         | 57.40    | 115.15   | 81.00    | 64.40    | 317.95  |
| 12                 | Davide Baraldi       | Italie           | 50.40    | 98.40    | 84.60    | 82.00    | 315.40  |
| 13                 | David Colturi        | États-Unis       | 60.20    | 78.20    | 79.20    | 85.10    | 302.70  |
| 14                 | Braden Rumpit        | Nouvelle-Zélande | 49.00    | 70.40    | 68.40    | 114.40   | 302.20  |
| 15                 | Pierrick Schafer     | Suisse           | 50.40    | 73.80    | 68.40    | 94.60    | 287.20  |
| 16                 | Scott Lazeroff       | États-Unis       | 64.40    | 60.20    | 81.00    | 81.00    | 286.60  |
| 17                 | Víctor Ortega        | Colombie         | 40.60    | 83.25    | 68.40    | 75.25    | 267.50  |
| 18                 | Vadym Nevinhlovskyi  | Ukraine          | 51.80    | 54.05    | 64.75    | 94.35    | 264.95  |
| 19                 | Zach Picton          | Australie        | 50.40    | 86.00    | 61.20    | 64.75    | 262.35  |
| 20                 | Juan Manuel Gil      | Colombie         | 47.60    | 67.65    | 77.40    | 48.30    | 240.95  |
| 21                 | Frédéric Gagné       | Canada           | 39.20    | 57.00    | 68.40    | 73.80    | 238.40  |
| 22                 | Manuel Halbisch      | Allemagne        | 43.40    | 55.50    | 51.00    | 68.40    | 218.30  |
| 23                 | Choi Byung-hwa       | Corée du Sud     | 43.40    | 68.40    | 56.10    | 49.40    | 217.30  |
| 24                 | Jean-David Duval     | Suisse           | 42.00    | 65.60    | 48.60    | 48.30    | 204.50  |
| 25                 | Jucelino Lima        | Brésil           | 44.80    | 49.20    | 64.80    | 34.10    | 192.90  |
| –                  | Matthias Appenzeller | Suisse           | 44.80    | Abandon  | Abandon  | Abandon  | Abandon |
| –                  | Tim Thesing          | Allemagne        | 5.60     | Abandon  | Abandon  | Abandon  | Abandon |

| Rang               | Plongeuse            | Pays       | Manche 1 | Manche 2 | Manche 3      | Manche 4      | Total         |
| ------------------ | -------------------- | ---------- | -------- | -------- | ------------- | ------------- | ------------- |
| Médaille d'or      | Rhiannan Iffland     | Australie  | 59.80    | 94.60    | 85.00         | 102.60        | 342.00        |
| Médaille d'argent  | Molly Carlson        | Canada     | 66.30    | 102.60   | 74.80         | 77.00         | 320.70        |
| Médaille de bronze | Jessica Macaulay     | Canada     | 61.10    | 79.95    | 83.30         | 96.00         | 320.35        |
| 4                  | Kaylea Arnett        | États-Unis | 46.80    | 90.00    | 83.30         | 79.95         | 300.05        |
| 5                  | Xantheia Pennisi     | Australie  | 63.70    | 66.65    | 81.60         | 80.00         | 291.95        |
| 6                  | Anna Bader           | Allemagne  | 62.40    | 66.30    | 65.10         | 98.00         | 291.80        |
| 7                  | Simone Leathead      | Canada     | 46.80    | 85.50    | 71.40         | 76.00         | 279.70        |
| 8                  | Elisa Cosetti        | Italie     | 61.10    | 74.10    | 61.20         | 76.50         | 272.90        |
| 9                  | Eleanor Smart        | États-Unis | 55.90    | 84.00    | 56.10         | 64.60         | 260.60        |
| 10                 | María Paula Quintero | Colombie   | 50.70    | 65.60    | 64.60         | 77.90         | 258.80        |
| 11                 | Morgane Herculano    | Suisse     | 62.40    | 64.60    | 61.20         | 69.70         | 257.90        |
| 12                 | Genevieve Sangpan    | États-Unis | 44.20    | 79.80    | 76.50         | 49.95         | 250.45        |
| 13                 | Ginni van Katwijk    | Pays-Bas   | 37.70    | 68.40    | 55.80         | 62.90         | 224.80        |
| 14                 | Madeleine Bayon      | France     | 45.50    | 57.60    | 44.95         | 60.80         | 208.85        |
| 15                 | Maike Halbisch       | Allemagne  | 45.50    | 54.45    | 42.00         | 54.40         | 196.35        |
| 16                 | Annika Bornebusch    | Danemark   | 39.00    | 52.80    | 43.50         | 23.10         | 158.40        |
| –                  | Iris Schmidbauer     | Allemagne  | 46.80    | 46.20    | Non partantes | Non partantes | Non partantes |
| –                  | Patricia Valente     | Brésil     | 45.50    | 57.00    | Non partantes | Non partantes | Non partantes |
| –                  | Emily Chinnock       | Australie  | 52.00    | 77.90    | Non partantes | Non partantes | Non partantes |